# Cleobulia leiantha
Cleobulia leiantha är en ärtväxtart som beskrevs av George Bentham. Cleobulia leiantha ingår i släktet Cleobulia, och familjen ärtväxter. Inga underarter finns listade i Catalogue of Life.